# بسیار حساس
بسیار حساس (انگلیسی: High Strung) فیلمی در ژانر درام به کارگردانی مایکل دامیان است که در سال ۲۰۱۶ منتشر شد. از بازیگران آن می‌توان به نیکلاس گالیتزین، کینان کمپا، جین سیمور، پل فریمن، و مایا مورگنشترن اشاره کرد.